# Boksen
Boksen er et dansk realityshow i otte afsnit, der sendes på TV 2 og TV 2 Play fra 1. august 2025. Programmets idé er, at 10 kendte danskere efter at have været placeret i en boks træder lige ud i en uforudsigelig konkurrence, hvor de skal forsøge at vinde uden at kende reglerne for konkurrencen. Programmet har Camilla Martin som vært og er en fordanskning af et populært tilsvarende norsk tv-program, der havde premiere i Norge i januar 2025.

## Idé
10 kendte danskere deltager i konkurrencen, hvor de med bind for øjnene transporteres hen til et sted med 10 gule bokse, som de hver især træder ind i. Efter at have været placeret i en boks et stykke tid træder de ud og stilles umiddelbart overfor en række opgaver, hvor de hverken kender reglerne eller målet. Deltagerne er castet som meget ambitiøse konkurrencemennesker, som i deres normale karriere er vant til at være velforberedte ned i mindste detalje. Serien spiller på udfordringen i, at normalt meget kontrollerede og målrettede mennesker i udsendelsen skal reagere under pres i et uforudsigeligt miljø.
Deltagerne kommer rundt forskellige steder i Danmark, blandt andet til Køge Havn og toppen af Alsik Hotel i Sønderborg. De løser udfordringer som at springe i faldskærm og laste godstog. I hvert afsnit må den deltager, der har fået færrest point, udgå, indtil der kun er tre deltagere tilbage i den endelige finale. Vinderen af den samlede konkurrence vinder en sum penge til et velgørende formål.

## Deltagere
- Alban Lendorf - balletdanser og skuespiller
- Alex Vargas - musiker
- Bettina Aller - overdirektør
- Emma Aastrand Jørgensen - tidligere kajakroer og OL-medaljevinder
- Ericka Jane - sanger
- Jonas Paluch - youtuber
- Katrine Bille - tv-vært og sanger
- Mascha Vang - influencer
- Rune Viborg - tidligere frømand og instruktør i Korpset
- Turpal Bisultanov - bryder og OL-medaljevinder

## Modtagelse
Berlingske gav programmet fire stjerner ud af seks i sin anmeldelse. Anmelderen Sarah Iben Albjerg skrev, at det måske var lamt tv, men at hun følte sig glimrende underholdt. Samtidig spurgte hun, om der måske havde manglet voksne i produktionsrummet, når de korporlige løjer kostede deltagerne blå og gule mærker, knæsmerter og en brækket skulder. I Politiken mente anmelderen Henrik Palle, at Boksen var et fjollet og hovedløst format, og at det var perverst, når deltagerne blev udsat for fysisk overlast, fordi det formodes at være skægt for seerne. Programmets italesættelse af, at indholdet handlede om selvudvikling og menneskeligt potentiale, kaldte han gajolflapsfilosofisk pladder og noget forløjet baljepis.